# Die Roboter

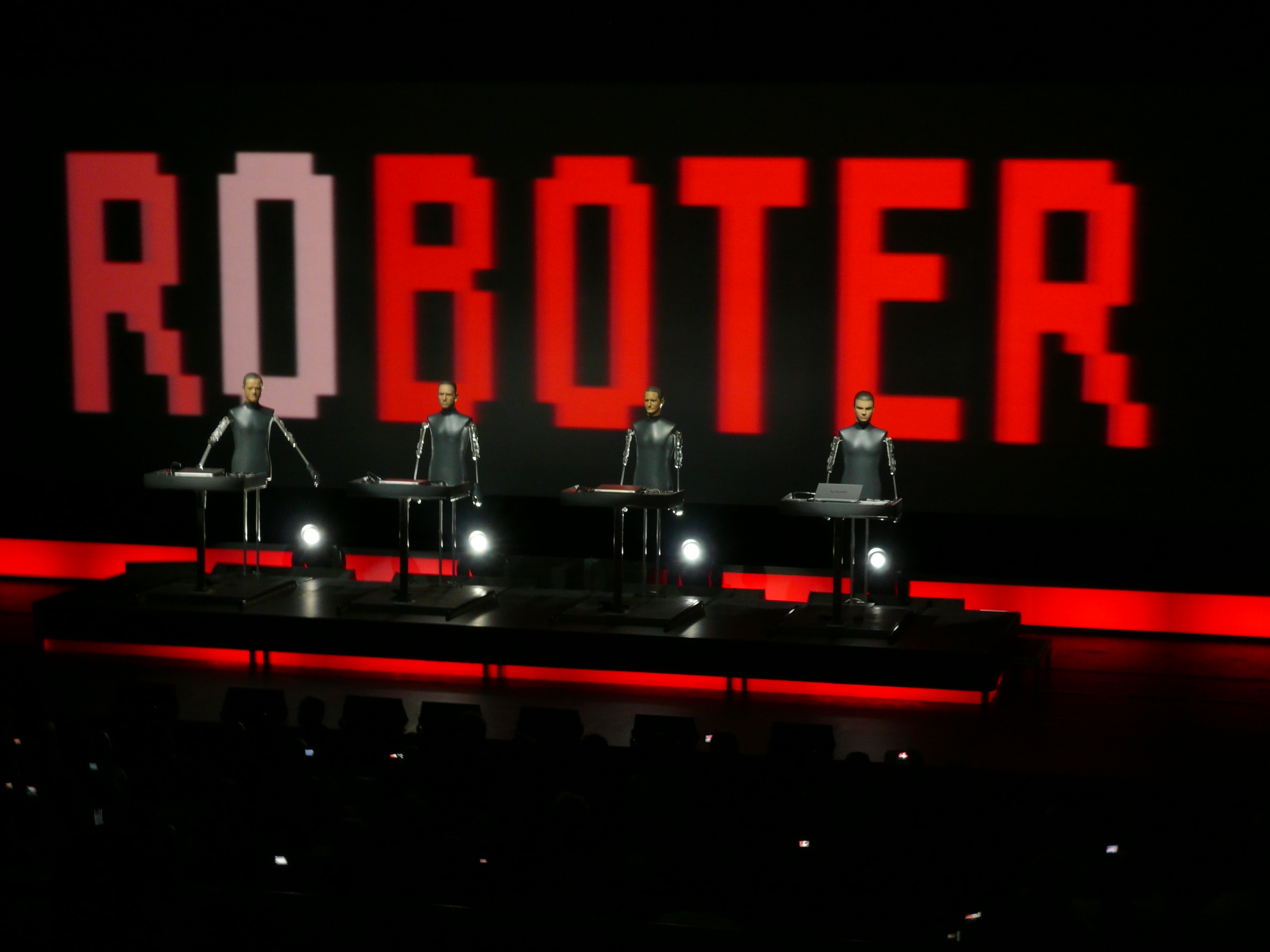

Die Roboter – utwór muzyczny niemieckiej grupy Kraftwerk, wydany na ich płycie Die Mensch-Maschine w 1978 roku.
Utwór napisali Ralf Hütter, Florian Schneider i Karl Bartos. Wokal został nagrany przy użyciu vocodera zarówno po niemiecku, jak i angielsku („The Robots”), choć w obu wersjach pojawia się także wstawka wypowiadana w języku rosyjskim: „Я твой слуга, я твой работник” („Jestem twoim sługą, jestem twoim robotnikiem”). Jest to jeden z najbardziej znanych przebojów zespołu. Piosenka została wydana jako pierwszy singel z albumu Die Mensch-Maschine wiosną 1978 roku, a w 1991 roku powstała jej nowa, zremiksowana wersja promująca płytę The Mix. Podczas wykonywania tego utworu muzycy Kraftwerk zostają zwykle zastąpieni na scenie przez autentyczne roboty.

## Lista ścieżek
- Singel 7-calowy (wersja niemiecka, 1978)

A. „Die Roboter” – 4:20
B. „Spacelab” – 3:34
- Singel 7-calowy (wersja angielska, 1978)

A. „The Robots” – 3:42
B. „Neon Lights” – 3:28
- Singel CD (wersja niemiecka, 1991)

1. „Die Roboter” (Single Edit) – 3:43
2. „Robotnik” (Kling Klang Mix) – 7:41
3. „Robotronik” (Kling Klang Mix) – 4:51

- Singel CD (wersja angielska, 1991)

1. „The Robots” (Single Edit) – 3:43
2. „Robotnik” (Kling Klang Extended Mix) – 7:41
3. „Robotronik” (Kling Klang Mix) – 4:51

## Pozycje na listach
Wersja z 1978 roku
| Kraj    | Pozycja |
| ------- | ------- |
| Austria | 23      |
| Niemcy  | 25      |

Wersja z 1991 roku
| Kraj            | Pozycja |
| --------------- | ------- |
| Irlandia        | 26      |
| Niemcy          | 18      |
| Wielka Brytania | 20      |